# Jack Bollington
John Eli "Jack" Bollington (Derby, 31 juli 1886 – Walsall, 21 mei 1965) was een Engels voetbalcoach. In Nederland werd hij Jan genoemd.
Als speler was hij actief voor achtereenvolgens: Walsall FC, Wednesbury Old Athletic, Sunderland AFC (1908-09), Walsall, Wednesbury Old Athletic, Willenhall Swifts, Walsall FC (1915-16), Crystal Palace FC (1918-19), Southend United FC (1919-1920) en Brighton FC (1920-21). Tussendoor diende hij in het Britse leger gedurende de Eerste Wereldoorlog. Op 29 januari 1921 brak Bollington een been in een bekerwedstrijd tegen Cardiff City, waardoor hij zijn carrière moet beëindigen. In november van hetzelfde jaar speelden Brighton en Cardiff City een benefietwedstrijd voor Bollington. Hij trainde in Nederland HFC Haarlem (1922-25, 1931-32 en 1933-34) en ZFC (van 1925 tot 1931 en van 1937 tot 1940). Ook was hij via De Zwaluwen bij meerdere clubs actief die hij gedurende de zomermaanden één avond per week trainde. Tussen 1923 en 1931 was hij zo trainer was van CVV Vriendenschaar (1924/25, 1926/29) en verder bij AVV Alphen (1932-1935), AGOVV, DEC, WFC Rapiditas, BSV Allen Weerbaar, DWS, LAC Frisia 1883 (1925), UVV en HVC. Hij verliet Nederland in 1940 na de Duitse inval. Hij was ook actief als masseur.
Bollington was eenmalig bondscoach van het Nederlands voetbalelftal tijdens de vriendschappelijke wedstrijd tegen Zuid-Afrika op 2 november 1924 die Nederland met 2-1 won.